# وندرس
وندرس (به فرانسوی: Vendres) یک کمون در فرانسه است که در Canton of Béziers-4 واقع شده‌است.

## خصوصیات
وندرس ۳۷٫۸ کیلومترمربع مساحت و ۲٬۱۱۰ نفر جمعیت دارد و ۲۵ متر بالاتر از سطح دریا واقع شده‌است.

## نگارخانه

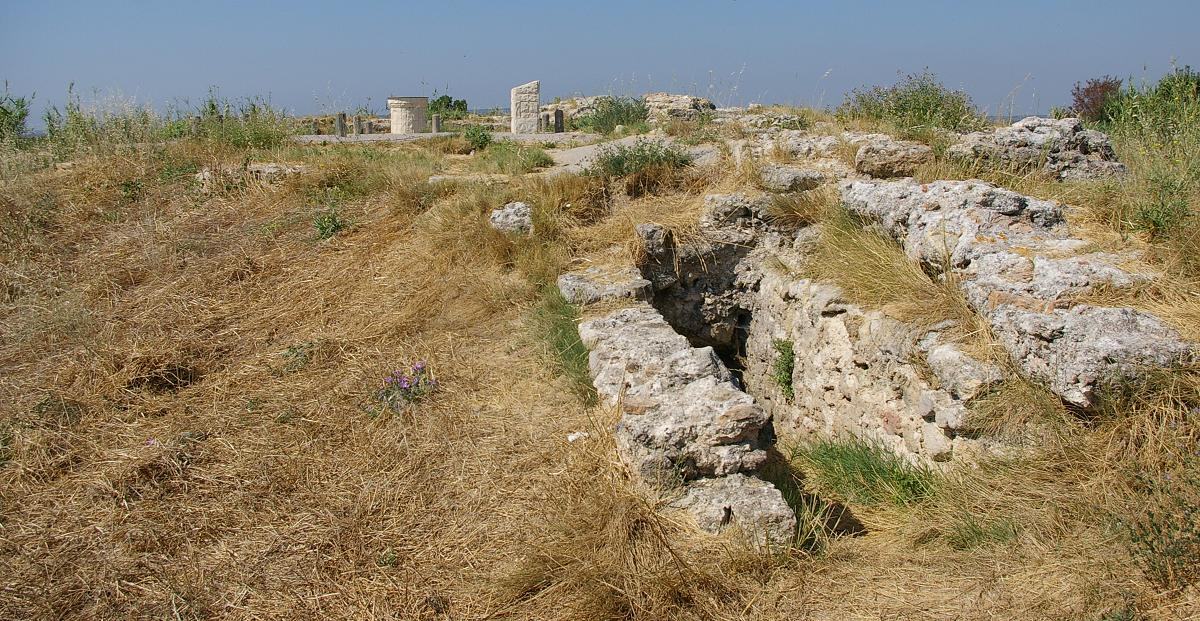
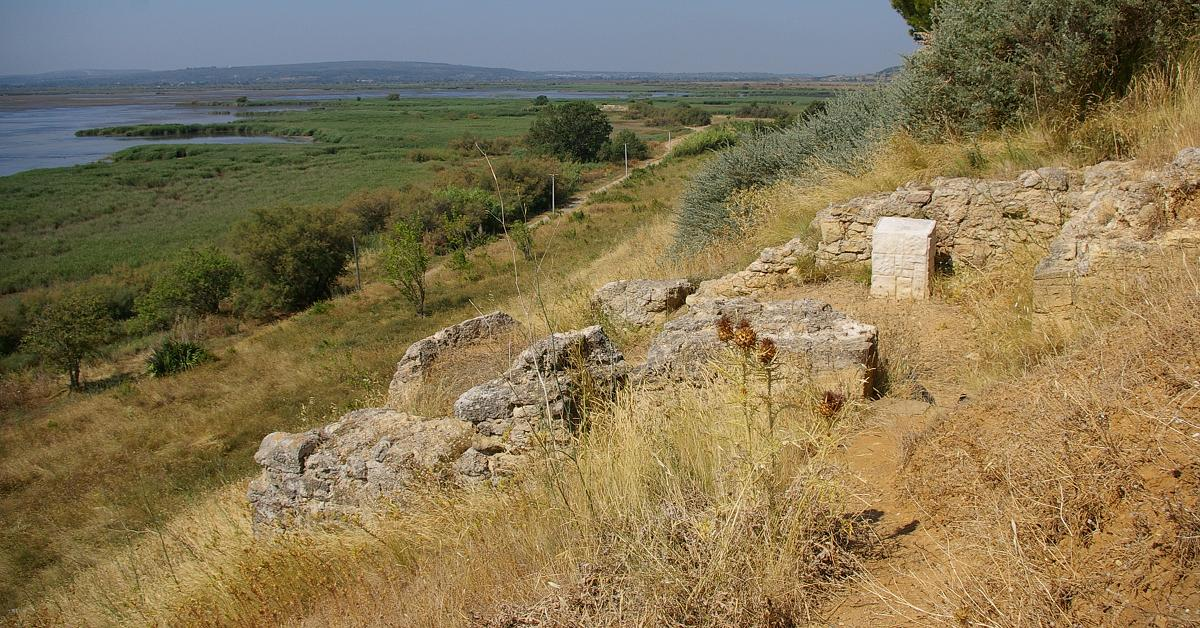